# Kefersteinia
Kefersteinia es un género con unas 68 especies de orquídeas epífitas simpodiales alguna especie presenta hábitos terrestres.  Se distribuyen en las zonas tropicales de Centroamérica y Suramérica en las faldas de las montañas.  El género Kefersteinia se estableció en 1852 y ha permanecido sin cambios hasta hace poco. Está muy próximo al género  Chondrorhyncha y alguna especie antes adscrita a Kefersteinia ha sido transferida a este género ú a otros aliados como  Chaubardiella.

## Descripción
El género Kefersteinia está muy próximo a  Chondrorhyncha y Cochleanthes.

Este género se caracteriza por ausencia de pseudobulbos. Las brácteas foliales son dísticas, formando como un abanico. Las hojas son estrechas y con unas venas ligeras. El tallo floral sale desde las axilas de las brácteas dando una sola flor, y desarrolla sucesivas inflorescencias. En la flor, los laterales del  labelo rodean a la columna en su base. Poseen una formación parecida a un callo en la base del labelo. La columna con una quilla por la parte de abajo y con 4 Polinia comprimidos en un estípite corto pegado a un viscidio encorvado cordiforme.

Las inflorescencias se desarrollan sucesivamente. Las flores son muy frágiles y pueden ser de un blanco puro, verde lima, amarillo oro, con bandas y moteadas profusamente, solas o agrupadas de sucesivas inflorescencias. Las especies tienen variaciones en la forma de las hojas y sus dimensiones, presentación de las flores en forma del labelo, color y marcas. En las flores el color y las marcas pueden variar con la luz y la temperatura, así mismo, también influyen estas variables en el tamaño y en la cantidad de flores.

Los abanicos de hojas que identifican a este género cuando adoptan pliegues de acordeón nos indica que tienen falta de humedad. La planta se puede poner en maceta de barro, pues si se pone en maceta de plástico con los riegos frecuentes la planta puede morir. El recolector  Dunsterville ya había observado que las Kefersteinia se desarrollan más frondosas en los bordes de los ríos. Estas  orquídeas tienen raíces gruesas y follaje fino pero turgente, son plantas de días nublados y nieblas, no de encharcamientos. Aguantan cierto espaciamiento de riegos solamente cuando tienen una buena formación de raíces gruesas, pues es en las raíces donde conservan la humedad estas plantas que carecen de pseudobulbos. Estas plantas necesitan gran cantidad de raíces para sobrevivir.

## Distribución y hábitat
Se desarrollan en Costa Rica, Panamá, Ecuador, Colombia,  Venezuela,  Perú y Bolivia , en altitudes de 1100-1400 metros, en selvas cerradas y húmedas. Necesitan una luz moderada, temperaturas intermedias, buen nivel de humedad (que la tierra este siempre húmeda) y movimiento de aire.

## Etimología
El nombre Kefersteinia (Kefst.), nombrada en honor de  "Herr Keferstein", horticulor alemán del siglo XIX y orquidófilo.

## EspeciesKefersteinia
Especie tipo: Kefersteinia graminea (Lindl.) Rchb.f. (1852)
- Kefersteinia alata  Pupulin (2004)
- Kefersteinia alba  Schltr. (1923)
- Kefersteinia andreettae  G.Gerlach (1989)
- Kefersteinia angustifolia  Pupulin & Dressler (2004)
- Kefersteinia auriculata  Dressler (1983) - (Panamá)
- Kefersteinia aurorae  D.E.Benn. & Christenson (1994)
- Kefersteinia bengasahra  D.E.Benn. & Christenson (1994)
- Kefersteinia benvenathar  D.E.Benn. & Christenson (1994)
- Kefersteinia bertoldii  Jenny (1985)
- Kefersteinia bismarckii  Dodson & D.E.Benn. (1989)
- Kefersteinia candida  D.E.Benn. & Christenson (1994)
- Kefersteinia chocoensis  G.Gerlach & Senghas (1990)
- Kefersteinia costaricensis  Schltr. (1918)
- Kefersteinia delcastilloi  D.E.Benn. & Christenson (1994)
- Kefersteinia elegans  Garay (1969)
- Kefersteinia endresii  Pupulin (2001)
- Kefersteinia escalerensis  D.E.Benn. & Christenson (1994)
- Kefersteinia escobariana  G.Gerlach & Neudecker (1994)
- Kefersteinia excentrica  Dressler & Mora-Ret. (1993)
- Kefersteinia expansa  (Rchb.f.) Rchb.f. (1878)
- Kefersteinia gemma  Rchb.f. (1874)
- Kefersteinia graminea  (Lindl.) Rchb.f. (1852) - especie tipo -
- Kefersteinia guacamayoana  Dodson & Hirtz (1989)
- Kefersteinia heideri  Neudecker (1994)
- Kefersteinia hirtzii  Dodson (1989)
- Kefersteinia jarae  D.E.Benn. & Christenson (1994)
- Kefersteinia klabochii  (Rchb.f.) Schltr. (1920)
- Kefersteinia koechliniorum  Christenson (2000) - (Perú)
- Kefersteinia lacerata  Fowlie (1968)
- Kefersteinia lactea  (Rchb.f.) Schltr. (1918)
- Kefersteinia lafontainei  Senghas & G.Gerlach (1990)
- Kefersteinia laminata  Rchb.f. (1885)
- Kefersteinia lehmannii  P.Ortiz (1996)
- Kefersteinia licethyae  D.E.Benn. & Christenson (1994)
- Kefersteinia lojae  Schltr. (1921)
- Kefersteinia maculosa  Dressler (1983)
- Kefersteinia medinae  Pupulin & G.Merino (2008)
- Kefersteinia microcharis  Schltr. (1923)
- Kefersteinia minutiflora  Dodson (1982)
- Kefersteinia mystacina  Rchb.f. (1881)
- Kefersteinia niesseniae  P.Ortiz (1996)
- Kefersteinia ocellata  Garay (1969)
- Kefersteinia orbicularis  Pupulin (2000) - (Costa Rica)
- Kefersteinia oscarii  P.Ortiz (1996)
- Kefersteinia parvilabris  Schltr. (1923)
- Kefersteinia pastorellii  Dodson & D.E.Benn. (1989)
- Kefersteinia pellita  Rchb.f. ex Dodson & D.E.Benn. (1989)
- Kefersteinia perlonga  Dressler (1993)
- Kefersteinia pulchella  Schltr. (1929)
- Kefersteinia pusilla  (C.Schweinf.) C.Schweinf. (1970)
- Kefersteinia retanae  G.Gerlach ex C.O.Morales (1999)
- Kefersteinia richardhegerlii  R.Vásquez & Dodson (2001)
- Kefersteinia ricii  R.Vásquez & Dodson (1998)
- Kefersteinia saccata  Pupulin (2008)
- Kefersteinia salustianae  D.E.Benn. & Christenson (1994)
- Kefersteinia sanguinolenta  Rchb.f. (1852)
- Kefersteinia stapelioides  Rchb.f. (1852)
- Kefersteinia stevensonii  Dressler (1972)
- Kefersteinia taggesellii  Neudecker (1994)
- Kefersteinia taurina  Rchb.f. (1876)
- Kefersteinia tinschertiana  Pupulin (2004)
- Kefersteinia tolimensis  Schltr. (1920)
- Kefersteinia trullata  Dressler (1993)
- Kefersteinia vasquezii  Dodson (1989)
- Kefersteinia villenae  D.E.Benn. & Christenson (1994)
- Kefersteinia villosa  D.E.Benn. & Christenson (1998)
- Kefersteinia vollesii  Jenny (1985)
- Kefersteinia wercklei  Schltr. (1923)